# Il Vangelo secondo Pilato
Il Vangelo secondo Pilato è il secondo romanzo dello scrittore e drammaturgo francese Éric-Emmanuel Schmitt pubblicato nel 2000. Un adattamento teatrale è apparso in Francia sotto il titolo Mes évangiles (I miei Vangeli).
Il romanzo narra gli ultimi giorni della vita di Gesù e le settimane immediatamente successive alla sua crocifissione attraverso due punti di vista successivi: Gesù stesso (con il nome Jeshua) e il Prefetto romano Ponzio Pilato.

## Trama

### Prologo
Confessione di un condannato a morte la sera del suo arresto
Dopo l'Ultima Cena, nel giardino di Getsemani, Jeshua di Nazareth riflette sulla propria vita e sul percorso che l'ha portato davanti al giudizio del Procuratore romano di Palestina. La sua visione intelligente e anticonformista del rapporto con la religione tradizionale lo ha portato a scontrarsi con il potere conservatore dei sacerdoti. Dopo il battesimo nel fiume Giordano per opera di suo cugino Giovanni detto il Battista, che riconosce in lui un inviato da Dio, Jeshua attira uno stuolo di seguaci, e si interroga sul fatto se realmente riesca a operare miracoli o se non siano piuttosto i suoi discepoli e apostoli a gonfiare gli eventi per attribuirgli poteri divini.
Jeshua è il primo a domandarsi se stia agendo e parlando per conto di Dio, se davvero sia suo figlio come dicono alcuni, e accetta di scommettere sul fatto che sia vero:
È per provare la propria divinità che cerca il martirio grazie all'aiuto e alla dolorosa complicità del suo discepolo prediletto, Giuda Iscariota, convincendolo a “tradire” e a consegnarlo al potere secolare.

### Il vangelo secondo Pilato
Il prefetto Ponzio Pilato, procuratore romano in Palestina, scrive al fratello Tito a Roma raccontandogli come sia stato praticamente costretto a avallare la condanna a morte che il Sinedrio ha comminato a un dissidente religioso di nome Jeshua, che egli personalmente ritiene innocente. Anzi, ha tentato di salvarlo, su richiesta dell'amata moglie Claudia Procula, offrendone la liberazione in alternativa a quella del brigante e assassino Barabba, ma a furor di popolo i presenti hanno preferito mettere in libertà il secondo.
In lettere successive, Pilato racconta il seguito della vicenda. Qualche giorno dopo l'esecuzione, il corpo di Jeshua scompare; Pilato sospetta che siano responsabili gli apostoli, irrompe nel locale dove si riuniscono, terrorizzati dalla morte ingloriosa del loro profeta, ma crede alla loro buona fede quando gli dicono che non ne sanno nulla. Sua moglie Claudia Procula organizza un banchetto al quale interviene un cugino interessato all'astrologia, venuto in Asia perché tutti gli indovini prevedono l'inizio di una nuova era per l'umanità, per opera di un profeta nato nell'anno 750 dalla fondazione di Roma: avrebbe quindi 33 anni, come il defunto Gesù e come lo stesso Pilato. 
Claudia comincia a interessarsi alla figura e alla predicazione di Jeshua.
Salomè, la giovane e avvenente figlia di Erodiade, seconda moglie di re Erode, afferma di avere visto Jeshua dopo la sua morte. La notizia della sua resurrezione viene diffusa da Maria di Magdala, ex prostituta cortigiana divenuta seguace del profeta, e poi da altri. Pilato, che non crede a eventi irrazionali, non riesce a scoprire chi si nasconda dietro a questa macchinazione: di volta in volta pensa a Caifa, Nicodemo, Giuseppe d'Arimatea, Erode. Quest'ultimo in particolare è divorato dal rimorso per avere ceduto alla moglie mandando a morte Giovanni il Battista, e adesso ha sensi di colpa anche per non avere salvato dal supplizio quello che considera il vero Messia.
Tutti i tentativi di Pilato di trovare il responsabile di quella che ritiene una pericolosa mistificazione che minaccia il potere di Roma in Asia, vanno a vuoto. Sua moglie gli confessa di essere stata fra le donne ai piedi della croce il giorno in cui Jeshua è stato giustiziato, e lo invita a raggiungerla sulla via di Nazareth dove si è recata nella speranza di incontrare il Messia risorto. Il Procuratore non riuscirà mai a incontrare Jeshua ma ritroverà la moglie, convertita in sua seguace, e forse comincerà a credere anche lui.

## Critica
(Éric-Emmanuel Schmitt)
Utilizzando la figura del prefetto romano Ponzio Pilato, l'autore ripercorre un percorso di conversione progressiva alla fede. Pilato passa dal più intransigente scetticismo (teorizzando che i discepoli di Gesù ne abbiano rubato il cadavere le spoglie mortali) alla tristezza per non aver avuto l'opportunità di conoscerlo e non averlo potuto ascoltare. Non a caso la moglie Claudia Procula gli dice, nell'epilogo: "Allora può darsi che tu sia il primo cristiano".
È da questa considerazione che parte Schmitt per costruire il personaggio Jeshua, con l'intento di rendere viva e vicina una figura intaccata da secoli di iconografia e di agiografia. 
Le ragioni del tradimento di Jehuda (Giuda) e del successivo suicidio richiamano da vicino il contenuto dei Vangeli apocrifi, in particolare quello noto come Vangelo di Giuda:
La figura di Maria rimane invece sullo sfondo, molto ridimensionata rispetto alla tradizione cristiana, con la giustificazione che il suo ruolo non è determinato tanto dai Vangeli quanto dai dogmi della Chiesa. Particolare rispetto alla tradizione cristiana è il rapporto di Jeshua con l'evento “miracolo”: dalla lettura dei Vangeli sinottici Schmitt desume infatti che Gesù fosse infastidito dai miracoli al punto da non sopportare più che ne pretendessero.
Il 4 gennaio del 2000 Éric-Emmanuel Schmitt subisce un furto nella sua casa in Irlanda: scompare anche il computer e le memorie esterne sui quali sono salvate le uniche copie esistenti del romanzo che sta scrivendo da sette anni e del quale non possiede il testo stampato. L'autore ne ritroverà in seguito una copia all'interno di un mobile in disuso, ma nel frattempo avrà completamente riscritto l'intero testo. Una volta consegnato il manoscritto alla casa editrice Albin Michel, una parte dei consulenti letterari consigliarono di pubblicare solo Il Vangelo secondo Pilato vero e proprio, cioè la seconda parte, omettendo il lungo prologo; l'autore si oppose fermamente e ottenne l'edizione integrale.

## Adattamento teatrale
Le due parti del romanzo sono state adattate per il teatro dallo stesso Schmitt. La sceneggiatura teatrale è stata pubblicata alla fine del 2004 in Francia con il titolo Mes Évangiles, contemporaneamente all'uscita in edizione economica del romanzo. In Italia, l'opera è stata portata in scena nel 2009 dalla Compagnia Mauri-Sturno, con il titolo originale di "Il Vangelo secondo Pilato".

## Edizioni
- Éric-Emmanuel Schmitt, Il vangelo secondo Pilato, traduzione di Lia Del Corno Guagnellini, BUC San Paolo,  p. 344, ISBN 978-88-215-7936-3.